# Marcus Williams (cestista 1986)
Marcus Eliot Williams (Seattle, 18 novembre 1986) è un ex cestista statunitense.

## Carriera
È stato selezionato dai San Antonio Spurs al secondo giro del Draft NBA 2007 (33ª scelta assoluta).

## Statistiche

### College
| Anno      | Squadra          | PG | PT | MP   | TC%  | 3P%  | TL%  | RP  | AP  | PRP | SP  | PP   |
| --------- | ---------------- | -- | -- | ---- | ---- | ---- | ---- | --- | --- | --- | --- | ---- |
| 2005-2006 | Arizona Wildcats | 33 | 25 | 28,8 | 45,3 | 43,5 | 72,6 | 4,7 | 1,8 | 1,0 | 0,5 | 13,0 |
| 2006-2007 | Arizona Wildcats | 30 | 29 | 32,9 | 49,4 | 28,8 | 69,5 | 6,7 | 2,2 | 1,1 | 0,8 | 16,6 |
| Carriera  | Carriera         | 63 | 54 | 30,8 | 47,5 | 35,6 | 71,0 | 5,6 | 2,0 | 1,0 | 0,7 | 14,7 |

### NBA

#### Regular Season
| Anno      | Squadra           | PG | PT | MP  | TC%  | 3P% | TL% | RP  | AP  | PRP | SP  | PP  |
| --------- | ----------------- | -- | -- | --- | ---- | --- | --- | --- | --- | --- | --- | --- |
| 2007-2008 | San Antonio Spurs | 1  | 0  | 2,0 | 0,0  | -   | -   | 0,0 | 0,0 | 0,0 | 1,0 | 0,0 |
| 2007-2008 | L.A. Clippers     | 10 | 0  | 3,4 | 26,3 | -   | -   | 1,2 | 0,3 | 0,1 | 0,0 | 1,0 |
| 2008-2009 | San Antonio Spurs | 2  | 0  | 1,5 | 100  | -   | -   | 0,0 | 0,0 | 0,0 | 0,0 | 2,0 |
| Carriera  | Carriera          | 13 | 0  | 3,0 | 31,8 | -   | -   | 0,9 | 0,2 | 0,1 | 0,1 | 1,1 |

### G League
| Anno      | Squadra      | PG | PT | MP   | TC%  | 3P%  | TL%  | RP  | AP  | PRP | SP  | PP   |
| --------- | ------------ | -- | -- | ---- | ---- | ---- | ---- | --- | --- | --- | --- | ---- |
| 2007-2008 | Austin Toros | 36 | 20 | 34,9 | 52,1 | 34,9 | 81,4 | 6,9 | 3,1 | 1,5 | 0,7 | 19,2 |
| 2008-2009 | Austin Toros | 45 | 44 | 42,7 | 44,8 | 32,2 | 83,8 | 7,0 | 5,3 | 1,7 | 0,6 | 23,0 |
| 2009-2010 | Austin Toros | 8  | 8  | 41,2 | 56,3 | 33,3 | 83,0 | 5,4 | 4,8 | 0,8 | 0,3 | 24,3 |
| Carriera  | Carriera     | 89 | 72 | 39,4 | 48,3 | 33,2 | 82,9 | 6,8 | 4,4 | 1,5 | 0,6 | 21,6 |

## Palmarès
- All-NBDL First Team (2009)
- All-NBDL Third Team (2008)